# Confederación Unitaria de Trabajadores de Honduras
La Confederación Unitaria de Trabajadores de Honduras o CUTH fue creada en 1992 en la ciudad de San Pedro Sula, Cortés, como una organización social y contando con la participación representativa de diferentes federaciones laborales, sectoriales, sociales y populares de Honduras. La CUTH está reconocida e integrada en la Confederación Sindical Internacional.

## Misión
Su propósito fundamental es el de contribuir a la unidad e integración de todos los trabajadores y trabajadoras de los movimientos populares hondureños existentes. 

## Hechos
Cuenta desde hace años con el apoyo de Comisiones Obreras de España (incluida la Sección Territorial CCOO-Honduras Sección Territorial de CCOO en Honduras) y su red de Fundaciones de Paz y Solidaridad en la ejecución de proyectos y fortalecimiento institucional.
Durante el Golpe de Estado en Honduras de 2009 esta organización sindical se manifestó mediante un comunicado oponiéndose rotundamente a los hechos.
Su secretario general en funciones el señor Israel Salinas, fallecería el 14 de febrero de 2010 en un accidente aéreo, motivo por el cual el CUTH conoce una etapa de incertidumbre y a la vez, se pospone el proceso de unidad de acción y convergencia entre las principales fuerzas sindicales de Honduras.
A marzo de 2020, el secretario general es Joel Almendares.

## Organizaciones que lo conforman
- Asociación Nacional de Meteorólogos de Honduras. ANAMETH
- COLHPROSUMA
- Sindicato de Empleados y Trabajadores de la Municipalidad. SIDEYTMS
- Sindicato de Trabajadores de la Municipalidad de Danlí. SITRAMUD
- Sindicato de Trabajadores de Envases Industriales de Honduras. STEIHSA[3]
- Sindicato de Trabajadores de Empresa SALE CITY, S.A. SITRAEACITY
- Sindicato de Trabajadores de Hondulit. SITRAHONDULIT
- Sindicato de Trabajadores de la Empresa COSMO, S.A.
- Sindicato de Trabajadores de la Empresa Daly.
- Sindicato de Trabajadores de la Empresa Hermanos de Honduras, S.A. SITRAHER.
- Sindicato de Trabajadores de la Empresa IMACAR. SITRAIMACAR
- Sindicato de Trabajadores de la Empresa Santa Inés, S.A. SITRAEASISA
- Sindicato de Trabajadores de la Empresa Transpacific Garment. SITRATRANSFACIFIC
- Sindicato de Trabajadores de la Empresa WARNER de Honduras. SITRAWAH
- Sindicato de Trabajadores de la Empresa. MACOR. SITRAMACOR
- Sindicato de Trabajadores de la Escuela Agrícola Panamericana. STEAP
- Sindicato de Trabajadores de la Industria Cementera Hondureña. SITRAINCEHSA
- Sindicato de Trabajadores de la Industria de la Bebida y Similares. STIBYS
- Sindicato de Trabajadores de la Industria de la Construcción y Afines de Honduras. STINCAH.
- Sindicato de Trabajadores de la Industria de Pieles Calzados y Afines.SITIPCYA.
- Sindicato de Trabajadores de la Industria del Acero Metales y Afines. SITIAMAH.
- Sindicato de Trabajadores de la Industria del Concreto S.A. SITRAINDECOSA.
- Sindicato de Trabajadores de la Industria, Alcoholes, Mieles, Azúcar y Similares de Honduras. SITIAMASH.
- Sindicato de Trabajadores de la Municipalidad de Catacamas. SITRAEMUC.
- Sindicato de Trabajadores de la Trefiladora Centroamericana. SINTRAT.
- Sindicato de Trabajadores de la Universidad Nacional Autónoma de Honduras. SITRAUNAH
- Sindicato de Trabajadores de la Universidad Pedagógica Nacional.SITRAUPEN
- Sindicato de Trabajadores de Marsol, SA. SITRAMARSOL
- Sindicato de Trabajadores de TELA RAILD ROAD COMPANY. SITRATERCO.
- Sindicato de Trabajadores de Textiles de Honduras. SITRATEXHONSA
- Sindicato de Trabajadores del Instituto Hondureño de Antropología e Historia. SITRAIHAH
- Sindicato de Trabajadores del Instituto Hondureño de Seguridad Social. SITRAIHSS
- Sindicato de Trabajadores del Instituto Nacional Agrario. SITRAINA
- Sindicato de Trabajadores la Empresa Paraíso. SITRAPARAISO
- Sindicato del Instituto Nacional de Formación Profesional. SITRAINFOP.
- Sindicato del Patronato Nacional de la Infancia. SITRAPANI.
- Sindicato Renovado de Marinos de Honduras.
- Sindicato Trabajadores del Servicio Autónomo Nacional de Acueductos y Alcantarillado y Similares. SITRASANAAYS.
- Sindicato Unificado de Vendedores Auténticos Nacionales. SUVANH.
- Sindicato de Trabajadores del Instituto Nacional de Jubilaciones y Pensiones de los Empleados del Poder Ejecutivo. SITRAINJUPEMP.
- Federación de Sindicato de Trabajadores de la Agroindustria FESTAGRO
- Federación Unitaria de Trabajadores de Honduras FUTH
- Federación Independiente de Trabajadores de Honduras FITH